# Герб Черняхова
Герб Черняхо́ва — офіційний символ смт Черняхова (райцентр Житомирської області), затверджений сесією селищної ради 12 вересня 2013 року.
Автор — А. Гречило.

## Опис
У зеленому полі покладені навхрест два срібні кайла (кирки), між ними — 4 золоті шишки хмелю (1:2:1), у золотій главі три сині квітки льону з золотими осердями. Щит облямований золотим декоративним картушем і увінчаний срібною міською короною.

## Символіка
Кайла (кирки) означають каменярство, гірничу справу і місцевий видобуток граніту. Квіти льону та шишки хмелю вказують на основні сільськогосподарські культури. Зелений колір уособлює Поліську зону та багаті лісові ресурси.

## Джерело
- Гречило А. Герб і прапор Черняхова // Знак. — 2014. — Ч. 64. — С. 7.